# Eduardo Albuquerque (futebolista)
Eduardo Barbosa de Albuquerque (São Paulo, 22 de fevereiro de 1943), mais conhecido como Eduardo Albuquerque ou simplesmente Eduardo, é um ex-futebolista brasileiro que atuava como zagueiro-central.

## Clubes
- Corinthians: 1957 a 1967
- Cruzeiro: 1968
- São Paulo: 1968 a 1971
- Náutico: 1971 a 1972
- Seleção brasileira: 1963, 1964 e 1965.

## Carreira
Iniciou sua carreira futebolística no Corinthians em 1958. Profissionalizou-se em 1961, e jogou no clube até 1967. De acordo com o Livro "Almanaque do Corinthians", de Celso Unzelte, atuou em 183 partidas e não marcou nenhum gol.

### Cruzeiro
Pelo clube mineiro, Eduardo foi campeão mineiro em 1968.

### São Paulo
Pelo tricolor paulista, segundo o Livro "Almanaque do São Paulo", de Alexandre da Costa, ele jogou 41 vezes (19 vitórias, 7 empates, 15 derrotas) e também não marcou nenhum gol.

### Seleção Brasileira
Pela seleção brasileira, conforme o livro "Seleção Brasileira 90 anos", de Antonio Carlos Napoleão e Roberto Assaf, Eduardo atuou em nove partidas oficiais (5 vitórias, 1 empate, 3 derrotas) e também não balançou as redes.
Jogos pela Seleção
| Jogos Oficiais | Jogos Oficiais | Jogos Oficiais | Jogos Oficiais | Jogos Oficiais | Jogos Oficiais | Jogos Oficiais |
| #              | Data           | Local          | Adversário     | Placar         | Torneio        |                |
| -------------- | -------------- | -------------- | -------------- | -------------- | -------------- | -------------- |
| 1.             | 28.04.1963     | Paris          | França         | 3:2            | Amisoso        |                |
| 2.             | 02.05.1963     | Amsterdam      | Países Baixos  | 0:1            | Amistoso       |                |
| 3.             | 05.05.1963     | Hamburgo       | Alemanha       | 2:1            | Amistoso       |                |
| 4.             | 08.05.1963     | Londres        | Inglaterra     | 1:1            | Amistoso       |                |
| 5.             | 12.05.1963     | Milão          | Itália         | 0:3            | Amistoso       |                |
| 6.             | 17.05.1963     | Kairo          | Egito          | 1:0            | Amistoso       |                |
| 7.             | 19.05.1963     | Tel Aviv       | Israel         | 5:0            | Amistoso       |                |

| Jogos Não-Oficiais | Jogos Não-Oficiais | Jogos Não-Oficiais | Jogos Não-Oficiais             | Jogos Não-Oficiais | Jogos Não-Oficiais | Jogos Não-Oficiais |
| #                  | Data               | Local              | Adversário                     | Placar             | Torneio            |                    |
| ------------------ | ------------------ | ------------------ | ------------------------------ | ------------------ | ------------------ | ------------------ |
| N1.                | 26.04.1963         | Paris              | Racing Club de France          | 0:2                | Jogo-treino        |                    |
| N2.                | 22.05.1963         | Berlin             | Combinado Berlin-Frankfurt-Ulm | 3:0                | Jogo-treino        |                    |
| N3.                | 16.11.1965         | Londres            | Arsenal F.C.                   | 0:2                | Jogo-treino        |                    |

## Conquistas
Cruzeiro
- Campeonato Mineiro - 1968

São Paulo
- Campeonato Paulista: 1970

Seleção Brasileira de Masters
- Copa Pelé - 1991